# NMS Sublocotenent Ghiculescu Ion
Le NMS Sublocotenent Ghiculescu Ion était une canonnière de Lutte anti-sous-marine spécialisée de la marine militaire roumaine. Initialement construite comme aviso de la marine française baptisée La Mignonne, de classe Friponne, à la fin de la Première Guerre mondiale, elle a été achetée par la Roumanie en 1920 et a combattu pendant la Seconde Guerre mondiale, coulant deux sous-marins et un torpilleur. Après un an de service dans la marine soviétique après sa capture en 1944, le navire a été renvoyé en Roumanie et a servi de bâtiment hydrographique jusqu'en 2002.

## Construction et spécifications
Le Sublocotenent Ghiculescu Ion était une canonnière de la classe Friponne. Construite à l'Arsenal de Brest, elle a été lancée en 1917 et commandée par la marine française sous le nom de La Mignonne en 1918. Elle a été vendue à la Roumanie en janvier 1920 avec trois autres unités identiques (La Friponne, La Chiffonne, L'Impatiente).
Cette classe avait un déplacement de entre 344 et 443 tonnes. Sa propulsion se composait de deux moteurs diesel Sulzer alimentant deux arbres, résultant en une puissance de 900 ch qui lui a donné une vitesse de pointe de 15 nœuds. Elle avait une autonomie de 3.000 milles marins à 10 nœuds et de 1.600 milles marins à 15 nœuds. Elle était armée, à l'origine, de deux canons navals de 100 mm et de deux lanceurs de charge profonde de 400 mm, son équipage comptant 50.

## Service
Pendant la Seconde Guerre mondiale, son armement a été augmenté. Ses deux canons navals de 100 mm étaient complétés par quatre canons antiaériens de 20 mm. Le navire a également conservé ses deux lanceurs de charge de profondeur de 400 mm.  Elle avait 3 sœurs identiques qui ont également servi pendant la guerre : Căpitan Dumitrescu Constantin,  Locotenent-Comandor Stihi Eugen et Locotenent Lepri Remus. Lepri Remus a été équipé de rails de mine et converti en mouilleur de mines. 
Elle a escorté un total de 17 convois de l'Axe dans la mer Noire. 
Le 1er octobre 1942, le sous-marin soviétique de classe M M-118 a attaqué et coulé le navire de transport allemand Salzburg, qui transportait à bord 2000 prisonniers de guerre soviétiques. Après l'attaque, le sous-marin a été localisé par un hydravion allemand BV 138C , et le Sublocotenent Ghiculescu Ion ainsi que le Stihi Eugen ont été envoyés sur les lieux. Les deux canonnières roumaines ont attaqué le sous-marin soviétique avec des charges profondes, le coulant de toutes les mains (Bataille du cap Burnas). 
Le 18 avril 1944, lors de l'évacuation de la Crimée, le sous- marin soviétique de classe L L-6 est coulé avec des charges sous-marines près de Sébastopol par le Sublocotenent Ghiculescu Ion, aidé par le chasseur de sous-marins allemand UJ-104.
Dans la nuit du 27 avril, un convoi escorté par la canonnière roumaine Sublocotenent Ghiculescu Ion, le chasseur sous-marin allemand UJ-115, un R-boat, deux chalutiers militaires ont engagé les torpilleurs soviétiques de classe G-5 TKA-332, TKA-343 et TKA-344, après que les trois ont attaqué et endommagé le chasseur de sous-marins allemand UJ-104. Ghiculescu a ouvert le feu avec des obus de traçage, permettant à l'ensemble du groupe d'escorte de localiser les navires soviétiques et d'ouvrir le feu : TKA-332a été touché et coulé.

## Fin de carrière
Le navire a été capturé par les soviétiques le 29 aout 1944 au port de Constanța. Intégré à la Marine soviétique le 14 septembre 1944, il deviendra l'Angara (en russe : Ангара), jusqu’à son retour sous pavillon roumain au 10 décembre 1945. Réaménagé en 1960 en bâtiment hydrographique sous le nom simplifié de Ion Ghiculescu il est resté en service actif jusqu'en 2002.